# 三峰山 (河南省)
三峰山（さんぽうさん）は、中華人民共和国河南省許昌市禹州市から南西およそ15キロメートル程に位置する山である。三座山峰へと連なっていることから、この名が付けられた。三峰山の南麓山底には、唐代の画家「画聖」呉道玄の墓がある。
地理書『水経注』によると、三峰山の南東には古鈞台があると記載されている。南宋の紹定5年（1232年）、モンゴル帝国の兵は唐州を拠点として汴京を攻撃した。これに対し、金朝の完顔合達らが鄧州に援軍を派遣した。軍勢は3日間何も食べずに移動して三峰山に到着し、モンゴル帝国の兵に敗北した（三峰山の戦い）。